# Музей Армії Крайової
Музей Армії Крайової ім. генерала Августа Еміля Фільдорфа «Ніля» (пол. Muzeum Armii Krajowej im. gen. Emila Fieldorfa "Nila") — унікальна установа у Польщі, що популяризує знання про Польську підпільну державу та її збройні сили Армію Крайову.
Музей виник за рішенням міської ради Кракова та законодавчого органу (сеймика) Малопольського воєводства і внесений у реєстр закладів культури 29 червня 2000. Йому було присвоєно ім'я уродженця Кракова Августа Еміля Фільдорфа на прізвисько Ніль — командира диверсійного управління і заступника головнокомандувача Армії Крайової.